# Jaroslav Fikejz
Jaroslav Fikejz (ur. 24 kwietnia 1927 w Kaliště w powiecie Uście nad Orlicą, zm. 26 grudnia 2008 w Pradze) – czeski lekkoatleta specjalizujący się w skoku w dal.

## Życiorys
W 1948 r. był uczestnikiem rozegranych w Londynie letnich igrzysk olimpijskich (nie zakwalifikował się do finału i sklasyfikowany został na 15. miejscu). W 1950 r. zdobył w Brukseli brązowy medal mistrzostw Europy (z wynikiem 7,20 m).
Po zakończeniu kariery był działaczem sportowym, pracował również jako dziennikarz. W 2003 r. Czeski Komitet Olimpijski przyznał mu nagrodę "Fair Play".

## Rekordy życiowe
- skok w dal – 7,41 – 1948